# Schwäbisches Bauern- und Technikmuseum
Das Schwäbisches Bauern- und Technikmuseum befindet sich in Eschach (bei Schwäbisch Gmünd) im Ortsteil Seifertshofen. Im elterlichen Bauernhaus und auf seinem Grundstück von 12.000 Quadratmetern hat Eugen Kiemele (* 1937) eine Sammlung mit rund 90.000 Objekten rund um Landwirtschaft und Technik, vom Bügeleisen bis zum Panzer, zusammengetragen.

## Geschichte
Eugen Kiemele wurde als Sohn einer Bauernfamilie im Ort Seifertshofen geboren. Er sollte den elterlichen Hof weiterführen, doch die Technik begeisterte ihn mehr. In der Nachkriegszeit begann er Fahrzeuge zu reparieren, und er handelte mit ausrangierten Armeefahrzeugen. Es entstand ein Gebrauchtwarenhandel, welche bei ihm die Sammlerleidenschaft weckte.
- 1981: erstes Seifertshofener Lanz-Bulldog und Dampffestival
- 1984: Eröffnung des Museums
- 2015: der Militärbereich wird mit einer Diorama-Präsentation neu gegliedert.[1][2]

Im Museum sind auch etliche Personenkraftwagen sowie einige wenige Eisenbahnfahrzeuge ausgestellt.

## Lage
Das Museum liegt in 73569 Eschach-Seifertshofen in der Marktstraße 5. Es ist über die A6 (Ausfahrt Schwäbisch Hall) oder über die A7 (Ausfahrt Aalen-Westhausen) zu erreichen.

## Filme
- Lanz-Bulldog- und Dampffestival 2019 bei youtube